# 鼻 (ゴーゴリの小説)
「鼻」（はな、ロシア語: Нос）は、1833年から1835年にかけて執筆されて1836年に発表されたニコライ・ゴーゴリの短編小説である。

## あらすじ
ペテルブルクのウォズネセンスキイ通りで暮らしているイワン・ヤーコウレヴィチという理髪師が朝食を取っていると、パンの中から人間の鼻が出て来た。その鼻は常連客である八等官のコワリョーフの物であると彼は直ぐに悟った。この鼻をどうすれば良いのか悩んだ挙げ句にどこかに捨ててしまおうと心を決めて実行しようとしたが、知人や警官に見付かってしまい失敗する。そうした中で八等官コワリョーフは自分の鼻が消滅している事に気が付いて戸惑いながらも探す為に新聞社に広告を掲載して貰おうとするが、一笑に付されてしまった。その後、彼の鼻は見付かり、病院に駆け込むが医師には治療を拒否されてしまう。ある日突然彼の鼻は元に戻り、コワリョーフは上機嫌な毎日を過ごす様になった。

## 主な日本語訳
- 『外套・鼻』（平井肇訳、岩波文庫、1949年 / 改版、2006年）
  - 外部リンクの青空文庫に全文掲載。
- 『外套・鼻』（吉川宏人訳、講談社文芸文庫、1999年）
- 『ペテルブルグ物語 ネフスキイ大通り・鼻・外套』（エイヘンバウム編、船木裕訳、群像社、2004年）
- 『鼻/外套/査察官』（浦雅春訳、光文社古典新訳文庫、2006年）
- 『鼻』（工藤正廣訳、未知谷、2013年）